# Sint-Quirinuskerk (Bunsbeek)
De Sint-Quirinuskerk is de kerk van Bunsbeek in de provincie Vlaams-Brabant. Deze driebeukige kerk is de parochiekerk van het dorp en is gewijd aan Sint-Quirinus.

## Geschiedenis
Volgens een verklaring van paus Celestinus III in 1198 behoorde de kerk van de heilige Quirinus van Bunsbeek tot het bezit van de abdij van Heylissem. De abt van Heylissem was de echte pastoor van de parochie, de priester die er dienstdeed slechts de vicaris of onderpastoor van de prelaat. Tot 1821 waren alle Bunsbeekse pastoors reguliere kanunniken uit de abdij van Heylissem; Cornelius Berwaerts (Tienen 1794 - 1823) was de eerste priester van het seminarie van Mechelen.
Omdat het onderhoud van de kerk op de inwoners van Bunsbeek werd afgewenteld terwijl de inkomsten van de kerk integraal naar de abdij gingen ontstond er een geschil dat eeuwen zou aanslepen. Op 10 april 1317 werd een akkoord gesloten maar onenigheid bleef bestaan over het onderhoud van de kerktoren. Er werd getwist in 1566, 1631 en 1651 ook nadat de zaak in 1566 door het geestelijk Hof van Luik werd beslecht. De vervallen toren werd op kosten van de abdij hersteld in 1631 maar bleek in 1651 weer gaten te vertonen. In 1703 was de toren zo vervallen, dat men de klokken op het kerkhof had gehangen. De toren met spits werd hersteld in 1756.

## Gebouw
Van haar oorspronkelijke laat-romaanse aanleg werd enkel de zware zandstenen westertoren, een schanstoren van 1150, bewaard. Het veelhoekige afgesloten koor is ook van zandsteen vervaardigd en dateert uit de 15e eeuw. Het schip dateert van 1736-1739. Bij de verbouwingen in 1950 werden de zoldering en het dak ervan behouden. Het torenportaal heeft een 18e-eeuwse omlijsting.
Toren, koor en kerkhofmuur zijn sinds 31 mei 1948 beschermd.

## Interieur
Het kostbaarste bezit van de kerk is een gewaad, een kazuifel met twee dalmatieken uit de zestiende eeuw, versierd met miniaturen van zijde. Deze gewaden zijn afkomstig uit de abdij van Heylissem die tot 1821 Bunsbeek bediende. Ze werden te Leuven gemaakt in opdracht van Guillelmus Molendinus, abt van 1501 tot 1544. Het kruismidden van de kazuifel stelt de aanbidding van de wijzen voor met links en rechts tafereeltjes van hun reis op weg naar de stal. Aan de voorzijde staan onder elkaar (met baldakijn) Joachim in de woestijn (met inscriptie van de restauratie in 1783), de ontmoeting van Joachim en Anna (de ouders van Maria) en de Presentatie van Maria als kind (Anna en Joachim kijken toe).
De kansel en biechtstoel zijn van omstreeks 1800. De 16e-eeuwse laat-gotische hardstenen doopvont met vier maskers aan kuip en voeten heeft een 18e-eeuws geelkoperen deksel. De beelden zijn 16e- en 17e-eeuws: een Brabantse Sint-Eligius, Sint-Barbara en een Sint-Ambrosius.  Het schilderij de Heilige Familie is van ca. 1700. De kruisweg door H. Redig, van 1879-1880.

## Kerkhof
Op het omheinde kerkhof staat een grafkruis uit 1626.
De Sint-Quirinusbron ligt niet ver van de kerk.
E.H. Louis Vanderheyden (1935-2014) was er pastoor van 1978 tot 2014.

## Galerij

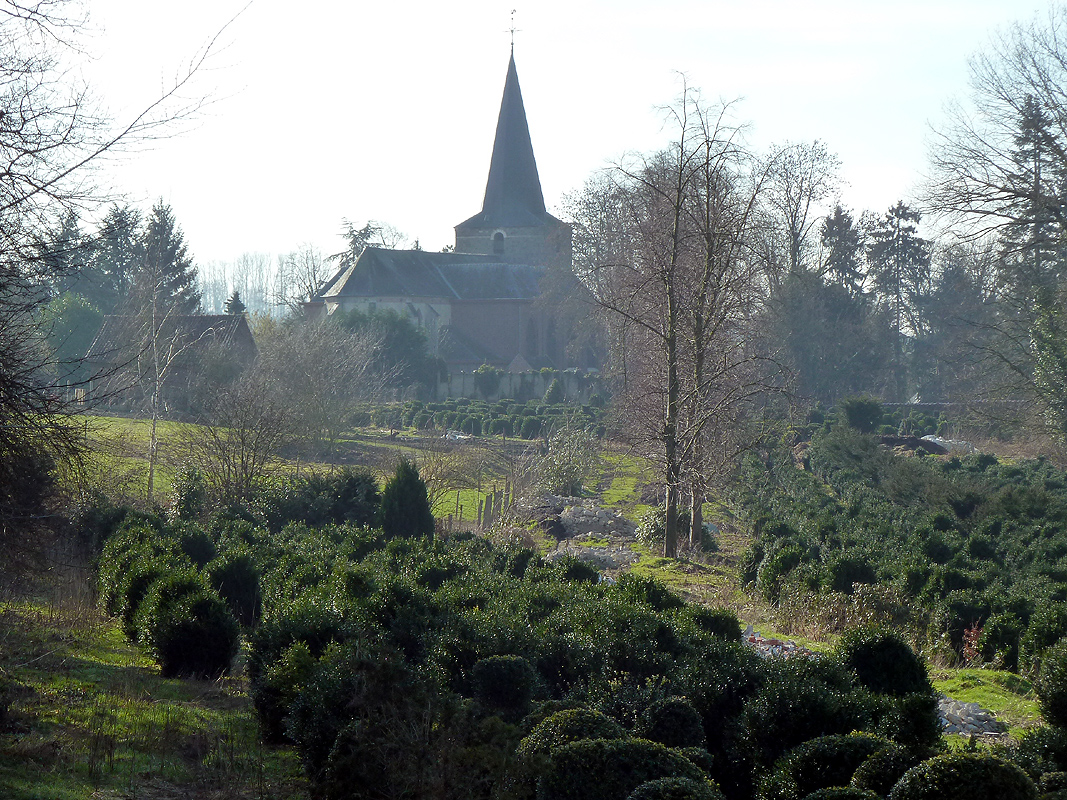
Zicht op de Sint-Quirinuskerk vanuit de vallei